# Russie aux Jeux paralympiques d'été de 2012
La fédération de Russie a participé aux Jeux paralympiques de 2012 à Londres qui se sont déroulés dans la capitale du Royaume-Uni du 29 août au 9 septembre 2012. 
Il s'agissait de sa cinquième participation. En 1988, elle était présente sous le drapeau de l'Union Soviétique et en 1992 sous celui d'une équipe unifiée, qui était constituée des anciennes républiques de l'Union Soviétique, excepté l'Estonie, la Géorgie, La Lituanie et la Lettonie.
182 athlètes russes ont pris part à 12 des 20 épreuves.
Lors des Jeux paralympiques de 2008, la Russie a terminé 8e au classement général des médailles.

## Médaillés

### Médailles d'or
| Sport            | Discipline | Athlète(s) | Performance | Date |
| Médailles d'or : |            |            |             |      |

### Médailles d'argent
| Sport                | Discipline | Athlète(s) | Performance | Date |
| Médailles d'argent : |            |            |             |      |

### Médailles de bronze
| Sport                 | Discipline | Athlète(s) | Performance | Date |
| Médailles de bronze : |            |            |             |      |

## Athlétisme
Hommes
- Alexey Akhtyamov
- Vladimir Andryushchenko
- Artem Arefyev
- Albert Asadullin
- Alexey Ashapatov
- Vladislav Barinov
- Anton Bubnov
- Alexander El'min
- Alexander Filatov
- Evgeny Gudkov
- Denis Gulin
- Roman Kapranov
- Evgeny Kegelev
- Pavel Kharagezov
- Igor Khavlin
- Viacheslav Khrustalev
- Gocha Khugaev
- Andrey Koptev
- Dmitrii Kornilov
- Alexey Kotlov
- Alexey Kuznetzov
- Alexey Labzin
- Artem Loginov
- Yury Nosulenko
- Ivan Otleykin
- Ivan Prokopyev
- Egor Sharov
- Sergei Shatalov
- Evgenii Shvetcov
- Vladimir Sviridov
- Fedor Trikolich
- Leonid Ustyuzhanin
- Andrey Zhirnov
- Alexander Zverev

Femmes
- Elena Burdykina
- Veronika Doronina
- Margarita Gontcharova
- Nataliya Gudkova
- Elena Ivanova
- Alexandra Moguchaya
- Anastasiya Ovsyannikova
- Elena Pautova
- Marta Prokofyeva
- Nikol Rodomakina
- Aygyul Sakhibzadaeva
- Svetlana Sergeeva
- Anna Sorokina
- Evgeniya Trushnikova
- Larisa Volik
- Krestina Zhukova

## Aviron
Hommes
- Aleksey Chuvashev
- Mikhail Jakovlev
- Fedor Levin
- Viacheslav Makhov

Femmes
- Nadezda Andreeva
- Ksenia Guseva
- Elena Naumova
- Alexey Kotlov

## Cyclisme
Hommes
- Alexsey Obydennov

Femmes
- Svetlana Moshkovich

## Escrime
Hommes
- Ivan Andreev
- Timur Fayzullin
- Sergey Frolov
- Timur Khamatshin
- Alexandr Kurzin
- Alexander Kuzyukov
- Artur Yusupov
- Marat Yusupov

Femmes
- Yulia Efimova
- Irinia Mishurova
- Evgeniya Sycheva
- Liudmila Vasileva

## Football à 7
Hommes
- Aleksei Chesmin
- Aleksandr Kuligin
- Andrei Kuvaev
- Viacheslav Larionov
- Aleksandr Lekov
- Lasha Murvanadze
- Zaurbek Pagaev
- Ivan Potekhin
- Eduard Ramonov
- Vladislav Raretckii
- Aslanbek Sapiev
- Alexey Tumakov

## Haltérophilie
Hommes
- Karen Abramyants
- Vladimir Balynetc
- Ildar Bedderdinov
- Vladimir Krivulya
- Nikolay Marfin
- Vadim Rakitin
- Sergei Sychev
- Ayrat Zakiev

Femmes
- Kheda Berieva
- Irina Kazantseva
- Olesya Lafina
- Vera Mouratova
- Tamara Podpalnaya
- Tatiana Smirnova

## Judo
Hommes
- Vladimir Fedin'
- Gaydar Gaydarov
- Oleg Kretsul
- Shakhban Kurbanov
- Victor Rudenko
- Anatoly Shevchenko

Femmes
- Irina Kalyanova
- Viktoria Potapova
- Tatiana Savostyanova
- Alesia Stepaniuk

## Natation
Hommes
- Alexander Chekurov
- Roman Dubovoy
- Alexey Fomenkov
- Andrey Gladkov
- Aleksandr Golintovskii
- Dmitry Grigorev
- Dmitrii Kokarev
- Konstantin Lisenkov
- Aleksei Lyzhikhin
- Roman Makarov
- Andrey Meshcheryakov
- Aleksandr Nevolin-Svetov
- Rustam Nurmukhametov
- Artem Pavlenko
- Pavel Poltavtsev
- Sergey Punko
- Eduard Samarin
- Stepan Smagin
- Denis Tarasov
- Evgeny Zimin
- Mikhail Zimin

Femmes
- Anastasia Diodorova
- Anna Efimenko
- Natalia Gavrilyuk
- Irina Grazhdanova
- Oxana Guseva
- Irina Kolmogorova
- Anna Kolosova
- Irina Lavrova
- Nina Ryabova
- Oxana Savchenko
- Ksenia Sogomonyan
- Olga Sokolova
- Darya Stukalova
- Olesya Vladykina

## Tennis de table
Hommes
- Alexander Esaulov
- Pavel Lukyanov
- Iurii Nozdrunov
- Sergey Poddubnyy

Femmes
- Raïssa Tchebanika
- Olga Gorshkaleva
- Anzhelika Kosacheva
- Yulia Ovsyannikova
- Nadezhda Pushpasheva

## Tir
Hommes
- Andrey Lebedinskiy
- Sergey Malyshev
- Sergey Nochevnoy
- Valery Ponomarenko

Femmes
- Natalia Dalekova
- Marina Klimenchenko
- Tatiana Ryabchenko

## Tir à l'arc
Hommes
- Mikhail Oyun
- Alexey Shcherbakov
- Oleg Shestakov
- Timur Tuchinov

Femmes
- Stepanida Artakhinova
- Irina Batorova
- Marina Lyzhnikova
- Olga Polegaeva

## Volley-ball
Hommes
- Tanatkan Bukin
- Dmitry Gordienko
- Svyatoslav Kartashev
- Anatolii Krupin
- Andrei Lavrinovich
- Viktor Milenin
- Sergei Pozdeev
- Alexander Savichev
- Aleksei Volkov
- Evgeny Volosnikov
- Sergey Yakunin (sélectionneur)